# Sete Gibernau
Sete Gibernau (ur. 15 grudnia 1972 roku w Barcelonie) – hiszpański motocyklista.
Zadebiutował w 1992 roku w klasie 250 cm³, jako zawodnik z dziką kartą, jednak pełny sezon zaliczył dopiero w 1996 roku na motocyklu Yamaha. Rok później przeszedł do klasy 500 cm³, jednak bez większych sukcesów. Dopiero w roku 1998 wywalczył swoje pierwsze podium na torze Jarama, na motocyklu Honda, kończąc sezon na 11. pozycji.
Postęp przyszedł dopiero wraz z rokiem 1999, gdzie Sete zameldował się na podium czterokrotnie, kończąc sezon na 5 miejscu z dorobkiem 165 punktów. Kolejny sezon nie był już dla zawodnika tak udany i dopiero 15 pozycja w klasyfikacji końcowej.
W sezonie 2001 Gibernau przesiadł się na motocykl Suzuki, na którym święcił swój pierwszy triumf. Podczas Grand Prix Walencji zwyciężył na mokrym torze przed Alexem Barrosem i kolegą z zespołu Kennym Robertsem juniorem. Niektórzy sądzili, iż był to przypadek, gdyż Sete w całym sezonie nie błyszczał i ukończył sezon na 9. miejscu z dorobkiem 119 punktów.
2002 rok to zmiana przepisów i zmiana pojemności maszyn. Z dwusuwowego Suzuki przesiadł się na czterosuwową maszynę, jednak ukończył sezon bardzo kiepsko, bo dopiero na 16. pozycji z dorobkiem 51 punktów.
2003 rok przyniósł kolejną zmianę. Gibernau przesiadł się na Hondę w zespole Fausto Gressiniego. W inauguracyjnym Grand Prix Japonii na torze Suzuka miał miejsce tragiczny w skutkach wypadek jego kolegi z zespołu, utalentowanego Daijiro Kato, który z ciężkimi obrażeniami ciała zmarł w szpitalu. W zespole nastała żałoba, jednak ten tragiczny wypadek przebudził talent Sete, który przeżył eksplozję formy i już w następnym wyścigu na torze w Republice Południowej Afryki, w normalnych suchych warunkach zwyciężył, a ci którzy nie dowierzali w jego umiejętności widzieli go na najwyższym stopniu podium jeszcze trzy razy. Sezon 2003 zakończył na drugiej pozycji, 10 razy stając na podium, w tym cztery razy na najwyższym stopniu z dorobkiem 277 punktów. Każde swoje zwycięstwo dedykował tragicznie zmarłemu koledze z zespołu Daijiro Kato, którego numer nosił na kombinezonie.
Kolejny sezon potwierdził jego wysoką formę i po raz kolejny tylko Valentino Rossi był od niego lepszy w końcowej klasyfikacji generalnej. Jego kolegą z zespołu został wielokrotny mistrz świata z klasy Superbike Amerykanin Colin Edwards. W sezonie 2004 po raz pierwszy przyznawano trzy medale, dla trzech najlepszych kierowców w danej klasie. Sete jako wicemistrz otrzymał srebrny medal i z dorobkiem 257 punktów (10 razy na podium, w tym 3 zwycięstwa) zakończył sezon.
W 2005 roku szczęście odwróciło się od Gibernau. W pierwszym emocjonującym wyścigu na torze w Jerez został wypchnięty przez Valentino Rossi na ostatnim zakręcie przed metą i ukończył wyścig na drugiej pozycji. Wtedy zawrzało między nim a Rossim i zawodnicy popadli w konflikt. To wydarzenie sprawiło, iż zawodnik przeżywał załamanie formy. Dodatkowo jego talent przyćmił nowy kolega z zespołu Marco Melandri, który został wicemistrzem świata. Sete natomiast na 17 rozegranych wyścigów ukończył tylko 10, cztery razy stając na podium i w ogólnym rozrachunku kończąc sezon na 7 pozycji z dorobkiem 150 punktów.
W sezonie 2006 Sete Gibernau dosiadał maszyny Ducati i był partnerem z zespołu Lorisa Capirossiego. W Grand Prix Katalonii stał się uczestnikiem groźnego karambolu, w którym brało udział sześciu kierowców. Sete został najbardziej poszkodowany, doznał złamania obojczyka, co wyeliminowało go na wiele rund cyklu Grand Prix. Sezon tan mógł spisać całkowicie na straty, liczne upadki i kontuzje wyeliminowały go na wiele rund, ani razu nie stanął na podium, w rezultacie kończąc sezon dopiero na 13. miejscu w klasyfikacji generalnej, a zastępujący go w ostatnim wyścigu 2006 Troy Bayliss, będący w znakomitej formie wygrał GP Walencji.
W listopadzie 2006 roku Sete Gibernau ogłosił, iż kończy swoją dotychczasową karierę i odchodzi na sportową emeryturę. Był dwukrotnym wicemistrzem świata, odnosząc 9 zwycięstw w klasie MotoGP i 30 razy stając na podium.
Jednak Sete Gibernau ogłosił, że wróci ze sportowej emerytury do klasy MotoGP od sezonu 2009. Będzie się ścigał w barwach satelickiego zespołu Ducati – Grupo Francisco Hernando na motocyklu Ducati Desmosedici GP9 z numerem 59.
źródło: 